# Беляево (Ардатовский район)
Беля́ево — деревня в Ардатовском районе Нижегородской области, входит в состав Кужендеевского сельсовета.

## Этимология
Название деревни предположительно является патронимом — происходит от русского основателя села по имени Беляй или землевладельца по фамилии Беляев.

## Географическое положение
Деревня Беляево находится на юго-западе Нижегородской области России, между автомобильных дорог Ардатов — Арзамас и Ардатов — Атемасово. Расположена в 4 км к востоку от Ардатова, соединена просёлочными дорогами с деревней Высоково (2 км к юго-западу), шоссе Ардатов — Атемасово (менее 1 км к юго-западу) и деревней Колтоменье (6 км). Высота над уровнем моря около 165 метров.
Деревня Беляево, как и вся Нижегородская область, находится в часовой зоне МСК (московское время). Смещение применяемого времени относительно UTC составляет +3:00.

## Административная принадлежность
Деревня Беляево входит в состав Кужендеевского сельсовета Ардатовского муниципального округа Нижегородской области Российской Федерации.

## Климат
Деревня находится в зоне умеренно-континентального климата, который характеризуется холодной продолжительной зимой и тёплым, но достаточно коротким летом. За год выпадает в среднем 450—550 мм осадков, из них 68 % — в виде дождя и 32 % — в виде снега. Среднегодовая относительная влажность воздуха — 76 %. Снежный покров достигает 50 см, а в особо снежные зимы может достигать одного метра и более.
Весна приходит резко, обычно к середине апреля, при этом вплоть до середины мая нередки заморозки. Лето сравнительно короткое и достаточно жаркое — в отдельные годы температура может достигать 36 °C. Шапка лета приходится на июль. В конце весны и лета нередки грозы — их может случаться до 20 за год, почти каждый год выпадает град. Осень приходит в сентябре и стоит до начала ноября, но уже в сентябре нередки заморозки. Зима наступает в начале ноября и продолжается до середины марта. Обычно первый снег выпадает в октябре и держится в течение пяти месяцев, сходит к 10—15 апреля. Почва промерзает на глубину 70—90 см.
Вегетационный период составляет 189 дней, продолжительность безморозного периода — 137 дней.

## Население
| Численность населения | Численность населения | Численность населения | Численность населения | Численность населения | Численность населения | Численность населения | Численность населения | Численность населения | Численность населения |
| 1790                  | 1859                  | 1882                  | 1912                  | 1916                  | 1978                  | 1999                  | 2002                  | 2010                  | 2021                  |
| --------------------- | --------------------- | --------------------- | --------------------- | --------------------- | --------------------- | --------------------- | --------------------- | --------------------- | --------------------- |
| 295                   | ↗354                  | ↘339                  | ↗556                  | ↘553                  | ↘492                  | ↘226                  | ↗244                  | ↘198                  | ↘137                  |

## Инфраструктура
Единственная улица села — Восточная.

## Социальная сфера
В деревне был детский сад. Сейчас ликвидирован. Раньше вместо церкви было школа-интернат, потом сделали завод. Он просуществовал 5 лет. А потом здание было заброшено.